# Alto de los Leones, Argentina
Alto de los Leones är ett berg i Argentina, på gränsen till Chile. Det ligger i den västra delen av landet, 1 100 kilometer väster om huvudstaden Buenos Aires. Toppen på Alto de los Leones är 5 940 meter över havet, eller 820 meter över den omgivande terrängen. Bredden vid basen är 7,2 km.
Terrängen runt Alto de los Leones är huvudsakligen mycket bergig. Runt Alto de los Leones är det ganska glesbefolkat, med 23 invånare per kvadratkilometer.. Det finns inga samhällen i närheten.
Trakten runt Alto de los Leones är permanent täckt av is och snö.